# Deportes aeronáuticos

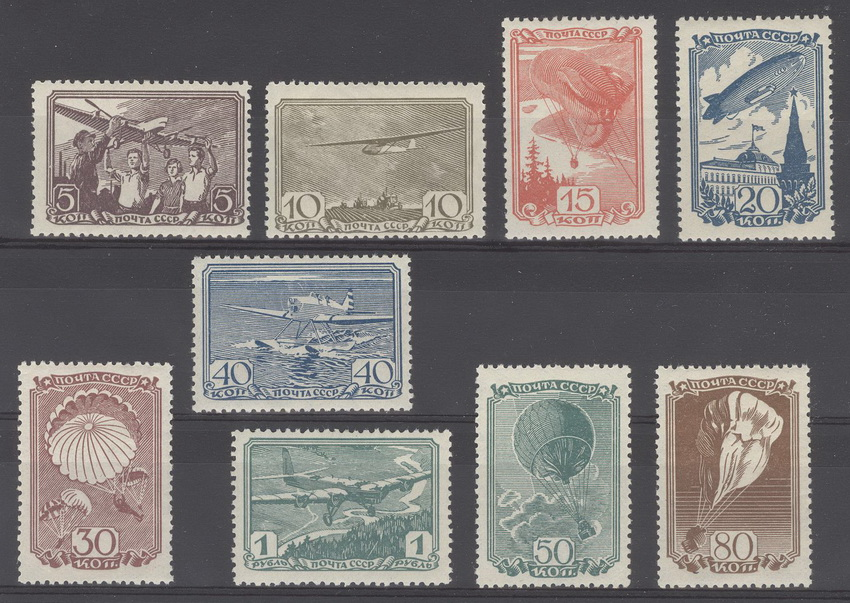
Deportes aéreos en sello postal de la URSS - 1938

Los deportes aeronáuticos, también deportes aéreos, son deportes que exigen no solo de la capacidad física del deportista sino también de su habilidad, destreza, competitividad, afán de superación y respeto por las normas y por el resto de los deportistas. Los deportes aéreos contribuyen a la educación del cuerpo y la mente en un ambiente técnico y en un medio singularmente bello como es el aire.

## Regulación
Los deportes aéreos se rigen internacionalmente por la Federación Aeronáutica Internacional y a nivel nacional por aeroclubes y/o federaciones deportivas, disponiendo en el sitio web de la FAI de un listado de estas organizaciones nacionales.

## Especialidades
- Aeromodelismo
- Ala delta
- Modelismo espacial
- Paracaidismo
- Paramotor
- Parapente

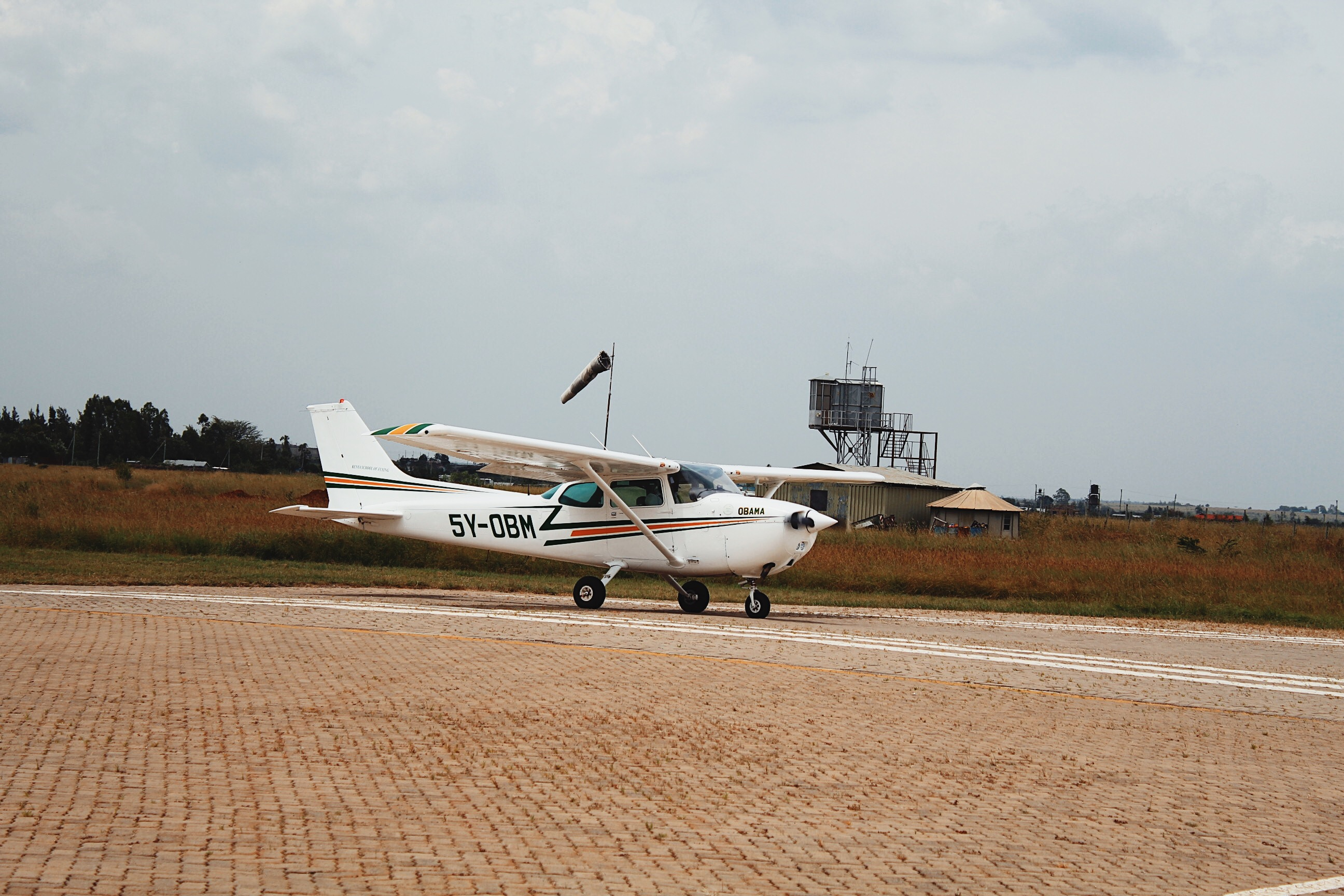
Orly Air Park en Kenia

- Ultraligeros o ULM (UltraLigeros Motorizadas )
  - Ultraligeros deportivos

- Vuelo libre
- Vuelo sin motor

### En España
- Real Federación Aeronáutica Española, RFAE

- Real Aero Club de España

- Datos: Q644628
- Multimedia: Air sports / Q644628